# Hana (canción de A9)
«Hana» (華; en material promocional 華【hæ･nə】) es el décimo cuarto sencillo lanzado por la banda de J-Rock A9. Salió al mercado el 5 de agosto de 2009. Fue lanzado en tres versiones, dos ediciones limitadas cada una en formato CD+DVD con un video musical, y una edición regular en CD que no incluye videos, en cambio trae una bonus track. 

## Canciones
Versión 1 (CD+DVD)
1. "Hana" (華【hæ･nə】)
2. "SLEEPWALKER"

- "Hana" (Video musical)

Versión 2 (CD+DVD)
1. "Hana" (華【hæ･nə】)
2. "SLEEPWALKER"

- "SLEEPWALKER" (Video musical)

Versión 3 (CD)
1. "Hana" (華【hæ･nə】)
2. "SLEEPWALKER"
3. "High and Low" (ハイ･アンド･ロウ)

- Datos: Q5646741